# ماري مادلين ديالو
ماري مادلين ديالو (بالفرنسية: Marie Madeleine Diallo)‏ (مواليد 9 أبريل 1948، سانت لويس)، هي مُمثلة سنغالية وقد كانت تشتغل سابقا كمُقدمة برامج إذاعية في «شبكة الإذاعة والتلفزيون السنغالية» (بالفرنسية: Radiodiffusion télévision sénégalaise)‏.

## مسارها الفني

### المسرح
كانت ماري مادلين تُشارك في العُروض التي تُنظم نهاية كُل سنة دراسية خلال دراستها بمدرسة سانت جوزيف دو كلوني في سانت لويس. في سن 16، انضمت إلى القسم المسرحي في جمعية (بالفرنسية: La Saint-louisienne)‏ للثقافة والرياضة.
في عام 1975، انضمت ديالو إلى قسم التنشيط الإذاعي في محطة «شبكة الإذاعة والتلفزيون السنغالية» في سانت لويس، ثم انضمت سنة 1983 للقسم المسرحي في نفس المحطة. خلال هذه الفترة، كانت مادلين تقوم بالعديد من المسرحيات الإذاعية على الهواء مُباشرة. في عام 1990، اشتهرت ديالو أكثر في الساحة الفنية السنغالية بعد مُشاركتها في الفيلم التلفزيوني «باري ييغو» (بالفرنسية: Bara Yegoo)‏.

### السينما
| السنة | عُنوان الفيلم بالعربية                              | العُنوان الأصلي للفيلم                                      | النوع         | المُخرج              | مُلاحظات | مراجع       |
| ----- | -------------------------------------------------- | ---------------------------------------------------------- | ------------- | ------------------- | --- | ----------- |
| 2001  | أهلا بالحياة                                       | Salut la vie                                               | فيلم تلفزيوني | دانيال جانو         | | [ 6 ]       |
| 2005  | حديقة أبي                                          | Le Jardin de papa                                          | فيلم          | زيكا لابلين         | | [ 7 ]       |
| 2005  | المدن الاستعمارية في إفريقيا - السنغال - سانت لويس | Les Cités coloniales en Afrique - Le Sénégal - Saint-Louis | فيلم وثائقي   | جورج كوريج          | |             |
| 2010  | بليسي ندياي أو زيارة السيدة                        | Blissi N'Diaye ou la visite de la dame                     | فيلم قصير     | نيكولاس ساوالو سيسي | شارك الفيلم في قسم المُنافسة الرئيسية في دورة سنة 2011 من المهرجان الأفريقي للسينما والتلفزيون في واغادوغو ودورة نفس السنة من مهرجان أنجيه | [ 8 ] [ 9 ] |

### المُسلسلات
| عُنوان المُسلسل بالعربية | العُنوان الأصلي للمُسلسل | المُخرج    |
| ---------------------- | ---------------------- | --------- |
| دومو باي               | Domou Baye             |           |
| بوروم ندار             | Borom N'Darr           |           |
| با كوي                 | Pa Kouy                | موسى ديوب |
| باري ييغو              | Bara Yeego             |           |

## حياتها الخاصة
ماري مادلين ديالو هي أرملة الرسام السنغالي يعقوب يعقوبا، والذي تُوفي سنة 2014. وماري مادلين هي شقيقة الموسيقيين السنغاليين إدوارد وبنجامان فالفروي.

## الجوائز
في عام 2014، وشح ماكي سال رئيس الجمهورية السنغالية ماري مادلين ديالو بوسام الاستحقاق الوطني من رُتبة ضابط. وفي عام 1992، ألف المغني السنغالي يوسو ندور أغنية عن ماري مادلين ديالو حملت اسم (بالفرنسية: Marie - Madeleine, la Saint-Louisienne)‏.

## روابط خارجية
ماري مادلين ديالو على موقع IMDb (الإنجليزية)
- ماري مادلين ديالو على موقع ألو سيني (الفرنسية)